# Gunther di Meißen
Gunther di Meißen (... – Salisburgo, 1º novembre 1025) è stato un arcivescovo cattolico tedesco, arcivescovo di Salisburgo per poco meno di due anni, dal 1024 fino alla morte.

## Biografia
Gunther di Meißen era figlio del margravio Eccardo di Meißen della stirpe degli Eccardingi e di sua moglie Swanhilde della dinastia dei Billunger. Gunther ricevette un'eccellente istruzione nella celebre scuola di Notger II di San Gallo e prima di essere nominato arcivescovo fu cancelliere dell'imperatore Enrico II. Con la nomina di Gunther ad arcivescovo di Salisburgo venne posta fine al tradizionale legame fra questa carica e la nobiltà bavarese, dalla quale provenivano tutti i precedenti arcivescovi, da Pilgrim I (907-923) ad Hartwig (991-1023).
Durante la sua breve reggenza come arcivescovo di Salisburgo, Gunther di Meißen ebbe fama di essere un uomo molto saggio, ma al tempo stesso mite e modesto.